# FR F1
El FR F1 es un fusil de precisión empleado por los francotiradores franceses. Era fabricado por MAS (acrónimo de Manufacture d'armes de Saint-Étienne ), una de las fábricas de armas estatales de Francia. Ha sido actualizado al estándar del FR F2; esta versión todavía se encuentra en servicio con las Fuerzas Armadas francesas. 

## Diseño
Al inicio fue diseñado para emplear el cartucho 7,5 x 54 MAS, siendo después recalibrado para el 7,62 x 51 OTAN cuando se actualizó al estándar del FR F2. Está equipado con la mira telescópica APX L806, estándar del Ejército francés. Su alcance efectivo es de 800 m. Es un fusil de francotirador muy preciso, debido a su cañón flotante y su efectivo freno de boca/estabilizador que reduce las vibraciones del cañón. 
El FR F1 emplea el mismo cerrojo que el viejo MAS-36. Sin embargo, fue ampliamente modificado y reforzado para reducir las torsiones que afectan su precisión. Estaba equipado con un bípode de patas ajustables, montado a la mitad del fusil. El seguro del FR F1 fue copiado del fusil semiautomático soviético SVT-40.
Fue producido en tres variantes: el fusil de francotirador modelo A, el fusil de tiro deportivo Tir sportif modelo B y el Grande chasse para caza mayor con mira telescópica APX 804.

## Usuarios
- Francia: empleado por el Ejército francés, ha sido reemplazado por el FR F2.[8] Los francotiradores del 2° Batallón de Paracaidistas (Bataillon Etranger Parachutiste; 2 BEP) de la Legión Extranjera emplearon fusiles FR F1 cuando fueron desplegados en mayo de 1978 en la provincia de Shaba en el sur del Zaire.[8] El FR F1 además fue empleado en 1976 por la unidad antiterrorista GIGN en el rescate de 30 niños durante el secuestro de un autobús escolar en Yibuti.[9]
- Marruecos: empleado por la Gendarmería Real marroquí.[10]
- Mauritania[11]

## Galería

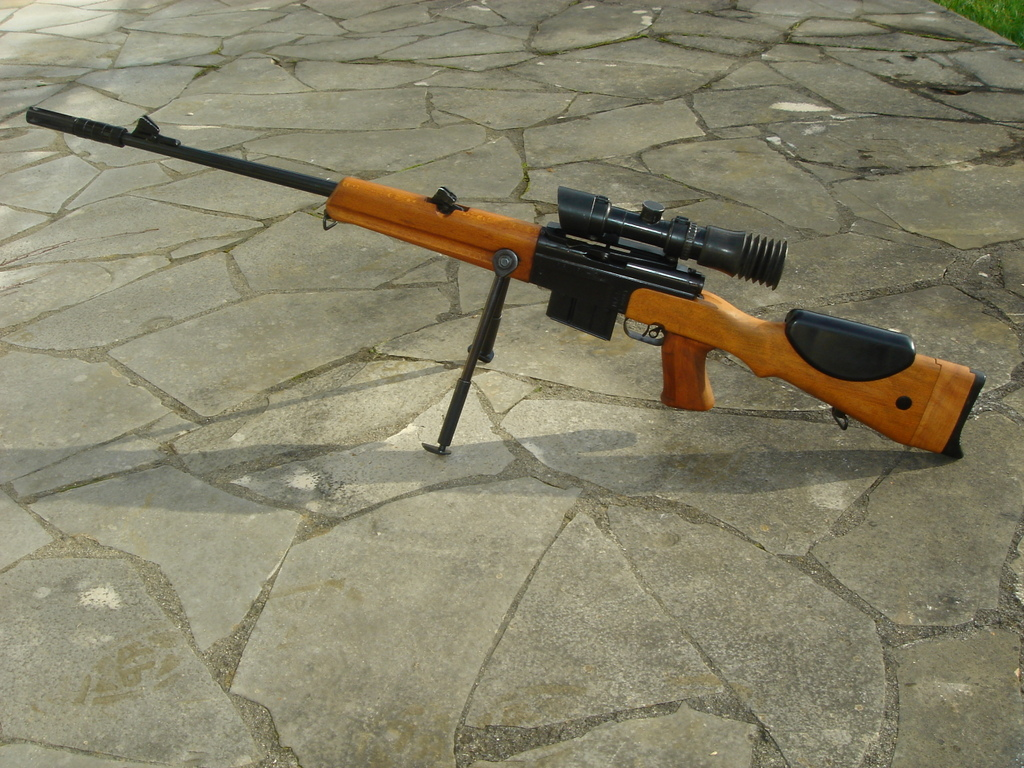
Un FR F1 con el bípode desplegado.
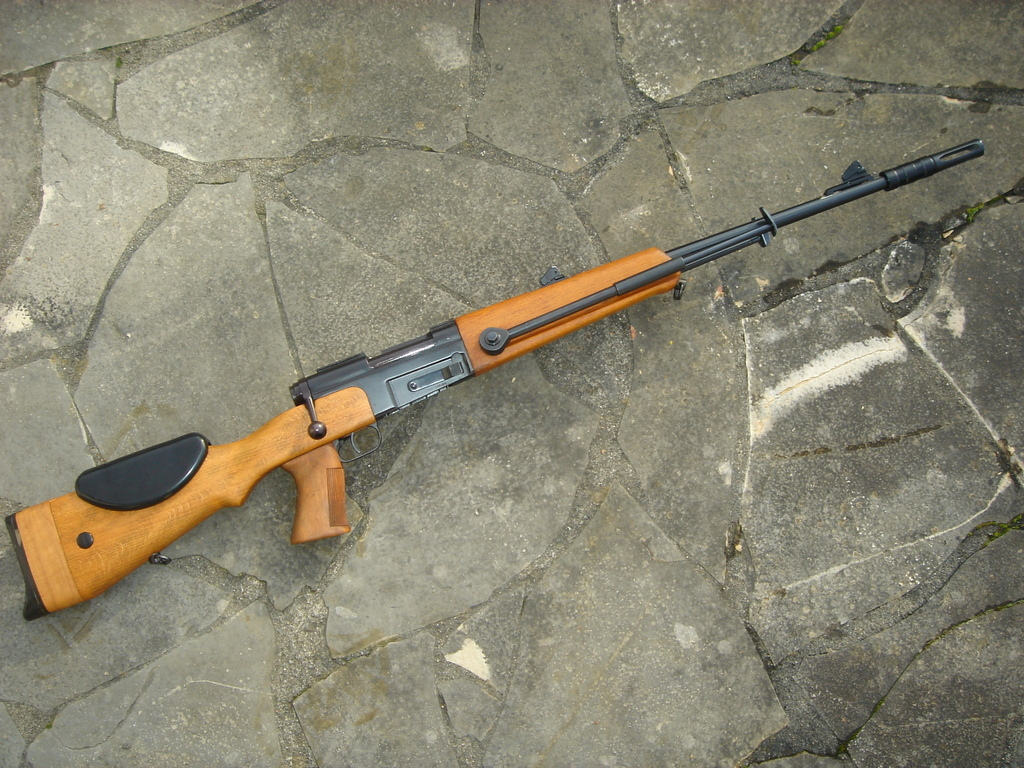
Un FR F1 sin mira telescópica.